# Tripterygion
Tripterygion è un genere di pesci d'acqua salata appartenenti alla famiglia Tripterygiidae e conosciuti comunemente come peperoncini.

## Distribuzione e habitat
Queste specie sono diffuse nel Mar Mediterraneo e nel Mar Nero, mentre Tripterygion delaisi è presente anche nell'Oceano Atlantico orientale; tutte le specie abitano fondali rocciosi ricchi di anfratti.

## Descrizione
I peperoncini sono pesci di piccole dimensioni (5–8 cm) dal corpo allungato, testa grossa e pinne pettorali ampie e tondeggianti. La livrea cambia a seconda della specie.

## Tassonomia
Il genere comprende le seguenti specie:
- Tripterygion delaisi Cadenat & Blache, 1970 - peperoncino giallo
- Tripterygion melanurus Guichenot, 1850 - peperoncino minore
- Tripterygion tripteronotus (Risso, 1810) - peperoncino comune

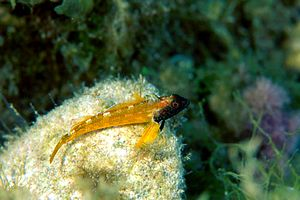
T. delaisi
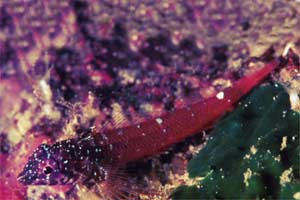
T. melanurus
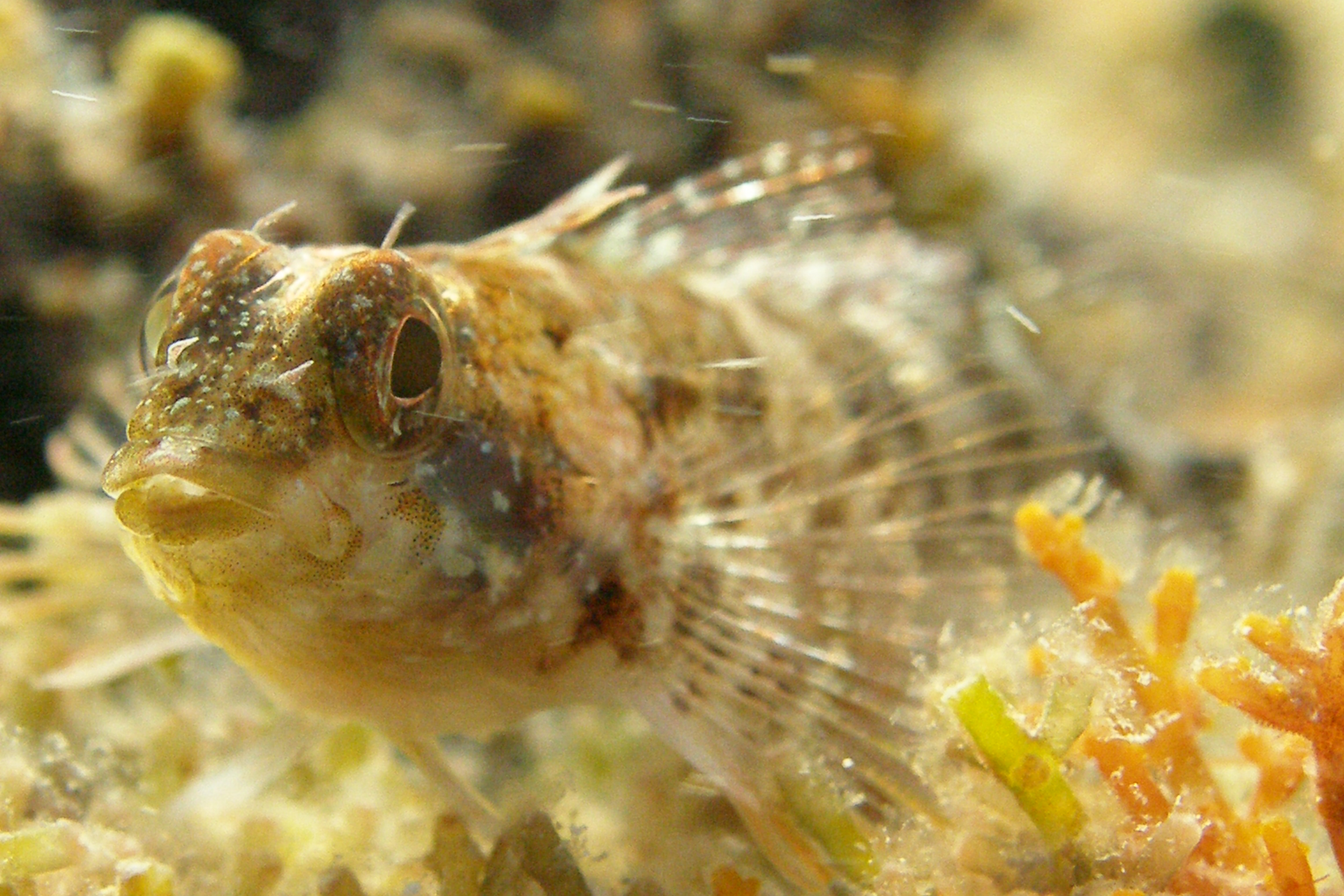
T. tripteronotus